# Trattengo il fiato
Trattengo il fiato è un singolo della cantautrice italiana Emma, pubblicato il 24 gennaio 2014 come quarto estratto dal terzo album in studio Schiena.

## Descrizione
Scritto e composto da Daniele Magro (cantautore) e prodotto da Brando, si tratta del secondo singolo composto da Magro per Emma e riprende il lato passionale e sentimentale della cantante simile a Sarò libera, caratterizzato da una melodia lenta e pacata diversa rispetto ai precedenti singoli estratti da Schiena. Emma quindi dopo un periodo di canzoni pop rock, abbraccia nuovamente le sonorità pop, riprendendo il genere entrato in voga all'inizio del suo repertorio, portando una ballad melodica.

## Esibizioni dal vivo
Il singolo è stato eseguito per la prima volta dal vivo al programma televisivo C'è posta per te in cui Emma era ospite.

## Video musicale
Il video è stato presentato in anteprima sul sito del Corriere della Sera il 10 febbraio 2014 e pubblicato nel canale ufficiale Vevo della cantante il 12 febbraio 2014.
Diretto da Marco Salom e girato presso il Teatro Sanzio di Urbino, esso comincia con una scena in cui la cantante è al centro del palco del famoso teatro circondata da un'orchestra di archi, mentre successivamente il video prosegue con lo stesso scenario accompagnato dal brano. Nel video vi è la comparsa di circa 300 fan della cantante.

## Tracce
Testi e musiche di Daniele Magro.
1. Trattengo il fiato – 3:56

## Classifiche
| Classifica (2014) | Posizione massima |
| ----------------- | ----------------- |
| Italia            | 36                |